# Hattorianthus erimonus
Hattorianthus erimonus är en bladmossart som först beskrevs av Franz Stephani, och fick sitt nu gällande namn av R.M.Schust. et Inoue. Hattorianthus erimonus ingår i släktet Hattorianthus och familjen Moerckiaceae. Inga underarter finns listade i Catalogue of Life.